# Алдабергенов, Нурлан Шадибекович
Нурлан Шадибекович Алдабергенов (род. 19 ноября 1962 года, Алма-Ата) — казахский государственный деятель. Член Коллегии (Министр) по конкуренции и антимонопольному регулированию Евразийской экономической комиссии. В 2007—2012 годах — председатель Агентства Республики Казахстан по регулированию естественных монополий.

## Биография

### Образование
В 1984 году окончил Алма-Атинский архитектурно-строительный институт по специальности «инженер-строитель». В 1987 году окончил аспирантуру Московского инженерно-строительный института и получил степень кандидата экономических наук. В 2005 году окончил Университет им. Д. А. Кунаева по специальности «юрист».

### Карьера
С 1988 по 1989 год — младший, старший научный сотрудник Алма-Атинского архитектурно-строительного института. С 1989 года по 1993 год — заместитель генерального директора Бурундайского Производственного объединения стеновых материалов. В 1993—1994 годах — генеральный директор фирмы «Алма». В 1994—1995 годах — начальник управления внешнеэкономических связей Казагромелиоводхоза Министерства сельского хозяйства Республики Казахстан. В 1995—1996 годах — генеральный директор фирмы «Алма».
С 1996 по 1999 год — заместитель Председателя Комитета по ценовой и антимонопольной политике города Алма-Аты. С 1999 года — директор Департамента Агентства Республики Казахстан по регулированию естественных монополий и защите конкуренции по городу Алма-Ате. С 2004 года — первый заместитель Председателя Агентства Республики Казахстан по регулированию естественных монополий.
С 2005 по 2006 год — член совета директоров АО «НК „Казахстан темир жолы“», член совета директоров АО «Фонд развития малого предпринимательства».
С 2007 года — председатель Агентства Республики Казахстан по регулированию естественных монополий.
С 1 февраля 2012 года — член Коллегии (Министр) по конкуренции и антимонопольному регулированию Евразийской экономической комиссии.
С марта 2017 года руководитель канцелярии премьер-министра Республики Казахстан.

## Награды
Награды Казахстана
| Страна    | Дата | Награда                          | Награда                          |
| --------- | ---- | -------------------------------- | -------------------------------- |
| Казахстан | —    | Кавалер ордена Достык 2 степени  | Кавалер ордена Достык 2 степени  |
| Казахстан | 2006 | Кавалер ордена Курмет            | Кавалер ордена Курмет            |
| Казахстан | 2018 | Юбилейная медаль «20 лет Астане» | Юбилейная медаль «20 лет Астане» |

Награды иностранных государств
| Страна                                         | Дата вручения | Награда                                                                  | Награда                                                                  | Литеры |
| ---------------------------------------------- | ------------- | ------------------------------------------------------------------------ | ------------------------------------------------------------------------ | ------ |
| Высший совет Евразийского экономического союза | 8 мая 2015    | Медаль «За вклад в создание Евразийского экономического союза» 1 степени | Медаль «За вклад в создание Евразийского экономического союза» 1 степени |        |
| Высший совет Евразийского экономического союза | 29 мая 2019   | Медаль «За вклад в развитие Евразийского экономического союза»           | Медаль «За вклад в развитие Евразийского экономического союза»           |        |